# Балковка
Балковка (укр. Балківка) — село на Украине, находится в Мурованокуриловецком районе Винницкой области.
Код КОАТУУ — 0522883602. Население по переписи 2001 года составляет 8 человек. Почтовый индекс — 23400. Телефонный код — 4356.
Занимает площадь 0,14 км².

## Адрес местного совета
23430, Винницкая область, Мурованокуриловецкий р-н, с. Курашевцы, ул. Ленина, 82